# Brontomerus
Brontomerus (que em latim significa "coxas de trovão") é um gênero de dinossauro cujos fósseis foram descobertos na década de 1990 em Utah, nos Estados Unidos.